# Walk Witt Me
Walk Witt Me – wydany 16 września 2003 roku debiutancki solowy album amerykańskiego rapera Sheeka Loucha. Wydany przez wytwórnię Universal Records i promowany przez single „Mighty D-Block (2 Gunz Up)”, wyprodukowany przez DJ-a Greena Lanterna i „OK”, wyprodukowany przez Cocoa Chanelle. Na albumie gościnnie wystąpili tylko Styles P i Jadakiss z The Lox oraz J-Hood z D-Block.

## Lista utworów
1. For You (Produced by Live Son)
2. OK (Produced by Cocoa Channelle)
3. Turn It Up (Produced by The Alchemist)
4. How Many Guns (Produced by Vinny Idol)
5. In/Out (S.P.) (feat. Styles P) (Produced by Vinny Idol)
6. I Ain't Forget (Produced by Vinny Idol)
7. Walk Wit Me (Produced by Live Son)
8. Crazzy (Produced by Mr. Devine)
9. Ten Hut (feat. Jadakiss) (Produced by Vinny Idol)
10. How I Love You (feat. Styles P) (Produced by Vinny Idol)
11. 3-5-4 (Tarrentino)" (Produced by Mr. Devine)
12. Don't Mean Nuthin' (feat. Styles P, Jadakiss & J-Hood) (Produced by Mr. Devine)
13. D-Block (feat. J Hood) (Produced by The Twinz)
14. Mighty D-Block (2 Gunz Up) (feat. Styles P, Jadakiss & J-Hood) (Produced by DJ Green Lantern)